# Estadio Artemio Franchi (Siena)
No confundir con el Estadio Artemio Franchi (Florencia).
El Estadio Artemio Franchi es un estadio multiusos de Siena, Italia. Actualmente acoge los encuentros de fútbol de la Robur Siena. El estadio se construyó en 1923 y tiene un aforo para 15373 espectadores. Recibió el nombre de Artemio Franchi en honor al antiguo presidente de la Federación Italiana de Fútbol.
En el verano de 2007, AC Siena llegó a un acuerdo para renombrar el recinto como Estadio Artemio Franchi – Montepaschi Arena, para incluir el nombre del patrocinador principal, Monte dei Paschi di Siena. Esta denominación se utilizó hasta diciembre de 2013. Durante este periodo, el estadio llegó a acoger un amistoso internacional de la selección italiana.